# Cien días para enamorarse
Cien días para enamorarse  (stilizzato come 100 días para enamorarse) è una telenovela argentina trasmessa su Telefe dal 7 maggio al 12 dicembre 2018.

## Personaggi
- Laura Contempomi, interpretata da Carla Peterson
- Antonia Salinas, interpretata da Nancy Dupláa
- Diego Castelnuovo, interpretato da Luciano Castro
- Gastón Guevara, interpretato da Juan Minujín

## Puntate
| Stagione       | Puntate | Prima TV Argentina |
| -------------- | ------- | ------------------ |
| Prima stagione | 125     | 2018               |

## Distribuzioni internazionali
| Paese   | Canale/i       | Prima TV assoluta | Titolo                    |
| ------- | -------------- | ----------------- | ------------------------- |
| Uruguay | Monte Carlo TV | 2018              | Cien días para enamorarse |